# 할리우드 대로

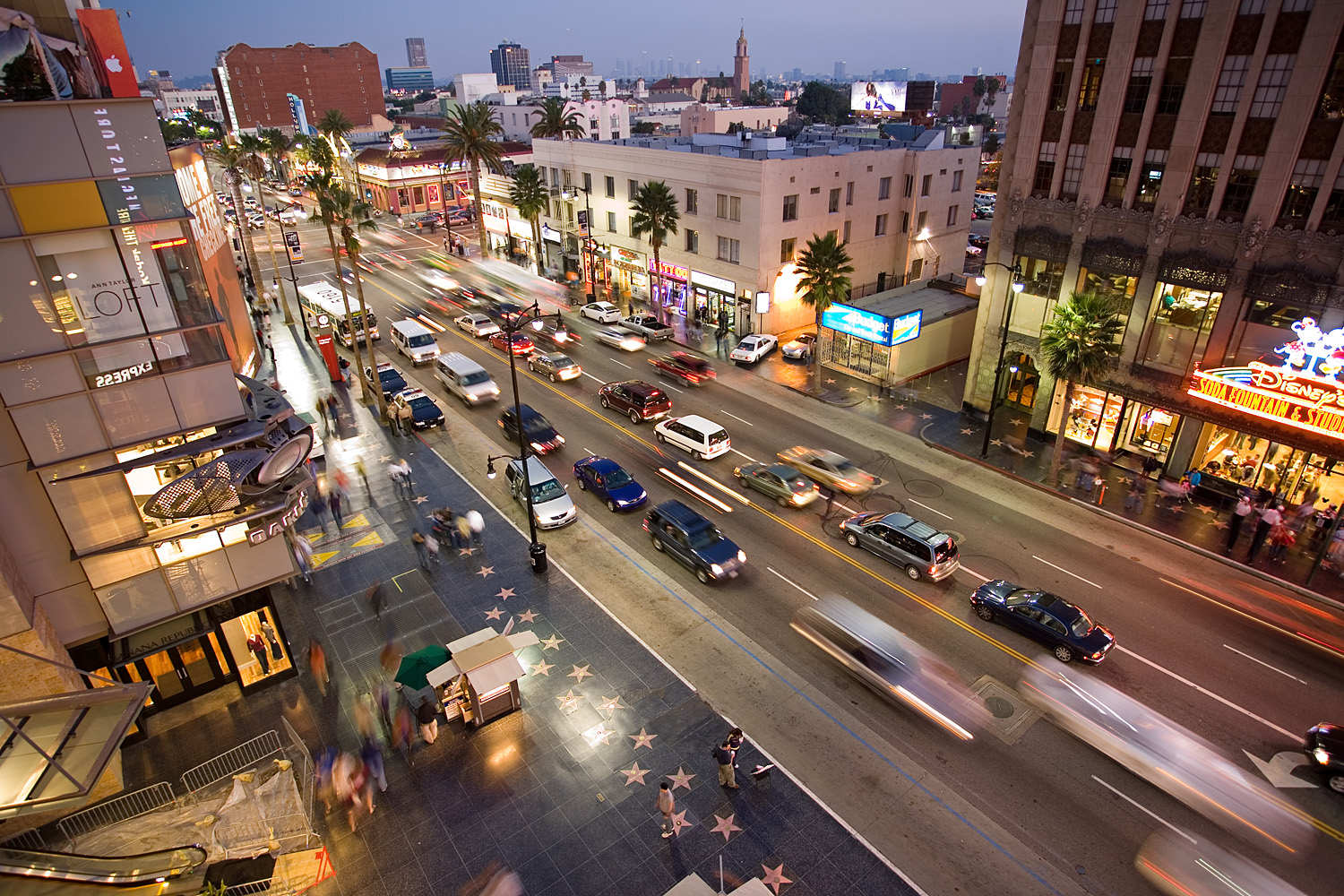
할리우드 대로

할리우드 대로(Hollywood Boulevard)는 캘리포니아주 로스앤젤레스 할리우드에 위치한 거리이다. 할리우드의 유명인 문화의 일부분으로 자리잡았다. 할리우드 명예의 거리가 바인 스트리트와 할리우드 대로에 걸쳐 있다.